# Антилох
Антилох (на гръцки: ’Αντιλοχος) в древногръцката митология е най-старият син на царя на Пилос Нестор и Евридика.
Антилох е един от ухажорите на Хубавата Елена. Придружава баща си в Троянската война. Отличавал се със своята красота, бързо бягане и умение да води колесниците. Бил храбър воин, макар и най-млад от всички гръцки принцове. Антилох командвал пилосците и извършил много подвизи. Бил любимец на боговете и след Патрокъл най-близък приятел на Ахил.
Когато неговият баща бил нападнат от етиопския цар Мемнон, той спасил живота му, с цената на своя собствен. Смъртта му била отмъстена от Ахил. Според други източници бил убит от Хектор, или от Парис в храма на Аполон заедно с Ахил. Неговият прах бил погребан на Сигейския хълм редом с гробниците на Ахил и Патрокъл.
По време на погребалните игри за Патрокъл, Антилох завършил втори при надбягването с колесници и трети в бягането.